# Croton luciae
Espèce
Classification APG II (2003)
Croton luciae est une espèce de plantes à fleurs du genre Croton et de la famille Euphorbiaceae présente à l'ouest de la Nouvelle-Guinée.